# École supérieure d'art dramatique de Paris
Pour les articles homonymes, voir École supérieure d'art dramatique.
 (mai 2021).
L'École supérieure d'art dramatique, ou ESAD, fondée en 1998 à Paris, est l'une des douze écoles nationales de théâtre en France. Il s'agit d'un établissement public sous tutelle du pôle d'enseignement artistique Paris Boulogne-Billancourt, du ministère de la Culture et la ville de Paris.

## L'école
L’ESAD est habilitée par le ministère de la Culture à délivrer, à l’issue des trois années d’études, le diplôme national supérieur professionnel de comédien (DNSPC). L’obtention de ce diplôme est liée à un enseignement pratique et théorique dispensé par l’université Sorbonne Nouvelle - Paris 3/Institut d’études théâtrales.
Ce partenariat entre l'école et l'université permet aux étudiants d’obtenir également une licence d’études théâtrales.
L'école se destine à former artistiquement et culturellement de futurs acteurs du théâtre de demain. Durant trois ans, chaque promotion forme un groupe qui parcourt toutes les formes et tous les courants esthétiques du théâtre. Le projet de l’école est basé sur la notion d’acteur-créateur. L’enjeu est de former des acteurs autonomes, capables de création et de penser les ateliers proposés avec les intervenants, comme un dialogue entre artistes en devenir et artistes confirmés. Ces intervenants appartiennent à plusieurs générations mais une grande place est accordée aux artistes émergents.
L’école collabore également avec les lieux qui soutiennent ces artistes. Des liens existent avec de nombreuses structures pour permettre aux différentes promotions de travailler en résidence dans ces espaces de création. L’ESAD apporte le socle technique nécessaire au jeu de l’acteur par des ateliers de danse, respiration, voix, chant, acrobatie… Une formation théorique adaptée est dispensée par l’université Sorbonne-Nouvelle Paris 3.
L’ESAD développe une recherche sur les écritures contemporaines.
Elle s’engage aussi à favoriser l’insertion individuelle à travers un fonds d’insertion.

### Direction
- 1998-2003 : Yves Pignot
- 2003-2013 : Jean-Claude Cotillard
- depuis 2013 : Serge Tranvouez

## L'enseignement
L'enseignement des techniques fondamentales est confié à une équipe de professeurs permanents.
Les ateliers thématiques et les ateliers d’interprétation sont confiés à des artistes spécialisés et à des metteurs en scène.
Ateliers permanents
- La respiration
- La diction
- Le chant
- La danse
- L'écriture

Les ateliers de création
Les acteurs sont en travail avec un ou plusieurs créateurs du spectacle vivant actuel et créent autour d'un projet commun. Les résidences, répétitions ou représentations se font majoritairement dans nos théâtres partenaires ou à l'ESAD et sont ouverts au public, en entrée libre, sur réservation. (Toutes les infos sont disponibles à l'avance sur le site internet de l'ESAD ou sur la page Facebook).
Les présentations publiques
Pour certains ateliers et selon l'année d’étude, se déroulent des "cours ouverts" dans l’école ou des représentations dans un théâtre tout au long de l'année.
Chaque promotion dite "sortante" présente, sous la direction d'un metteur en scène, un spectacle de sortie.
Les cours théoriques
Les cours et stages évoluent tout au long du cursus : dramaturgie, histoire du théâtre, analyse de spectacles, connaissances sociales du métier, langues vivantes, etc. Les cours sont dispensés au sein de l’école par des professeurs de l'Université Sorbonne Nouvelle - Paris 3.

## Le concours d'entrée
Le concours d'entrée a lieu chaque année et comprend trois épreuves dites 1er, 2e et 3e tours. Ce dernier est sous forme d'un stage d'admission. Les candidats ayant accédé au 3e tour lors d'un précédent concours sont dispensés de l'épreuve du 1er tour. Chaque promotion est composée d'une quinzaine d'élèves.
Le premier tour
Les candidats doivent préparer trois scènes de 3 minutes maximum.
- Une scène dialoguée du répertoire contemporain français ou étranger.
- Une scène dialoguée du répertoire classique français ou étranger (œuvre éditée avant 1950).
- Un parcours libre: scène dialoguée, monologue, danse, chant, toute forme de prestation scénique ou présentation d’un projet de mise en scène.

Le jury choisit d’entendre au minimum deux des scènes proposées par le candidat.
Le second tour
Les candidats issus de la sélection précédente sont convoqués à l’ESAD et doivent préparer :
- Une scène dialoguée du répertoire français ou étranger classique ou contemporaine
- Un texte imposé

Environ 30 candidats sont sélectionnés pour le stage d’admission final.
Le troisième tour
Les candidats travaillent avec les professeurs de l’école durant trois jours.
Un dossier d'inscription au concours doit être envoyé à l'ESAD avant de pouvoir se présenter. Il est toujours disponible sur le site de l'École à l'automne de chaque année précédant le concours.

## Les intervenants
| Ils interviennent à l'ESAD (liste non exhaustive) - Guy Alloucherie - Hakim Bah - Carole Bergen - Valérie Bezançon - Clément Bondu - Marcus Boja - Jeanne Candel - Nathalie Chéron - Collectif La Meute - Olivier Coulon-Jablonka - Alexandre Del Perugia - Vincent Dissez - Valérie Dréville - Claire Dupont - Christine Farenc | - Thomas Ferraguti - Emilie Flacher - Julia Gros de Gasquet - Lionel Gonzalez - Cédric Gourmelon - Séphora Haymann - Jeanne-Marie Hostiou - Christiane Jatahy - Pascal Kirsch - Koffi Kwahulé - Sara Llorca - Sophie Loucachevsky - Pierre Maillet - Philippe Malone - Caroline Marcadé - Sylvain Maurice | - Igor Mendjisky - Wajdi Mouawad - Catherine Nasser - Thierry Thieû Niang - Valérie Onnis - François Rancillac - Catherine Rétoré - Stéphane Ricordel - Nikola Takov - Cyril Teste - Serge Tranvouez - Nanténé Traoré - Pascal Rambert - Jean-Christophe Saïs - Lucie Valon - Elie Wajman |

## Le JTN (Jeune théâtre national)
Pour les articles homonymes, voir JTN (homonymie).
Depuis 1971, le Jeune théâtre national favorise l’entrée dans la vie professionnelle des jeunes artistes issus de l'ESAD, du Conservatoire national supérieur d'art dramatique, de l'École supérieure d'art dramatique du théâtre national de Strasbourg (TNS) ou quelque autre des huit écoles supérieures . En leur offrant un espace pour rencontrer des metteurs en scène ou expérimenter leur projet, en finançant leur contribution à certains spectacles, le JTN accompagne les débuts des jeunes comédiens. Association loi de 1901, le JTN est subventionné par le ministère de la Culture et de la Communication.
De fait, un élève qui sort du Conservatoire (ou du TNS) bénéficie pendant 3 ans du support du JTN. Pendant cette période, les cachets du comédien sont en partie pris en charge par l'État. Ainsi, les metteurs en scène ou réalisateurs peuvent embaucher de « bons » comédiens issus de ces formations prestigieuses en faisant des économies sur les salaires. On retrouve aussi bien souvent des anciens élèves de ces deux écoles dans le théâtre public : à la Comédie-Française, au théâtre Nanterre-Amandiers, au théâtre national de la Colline, etc.
L'ESAD ne dispose pas du fonds du JTN mais propose un fonds d'insertion pour les étudiants sortant de l'ESAD. Le principe est le même que celui du JTN : les acteurs bénéficient d'une aide au salaire pour les compagnies qui les engagent.